# Allium cornutum
Allium cornutum är en amaryllisväxtart som beskrevs av Giuseppe C. Clementi. Allium cornutum ingår i släktet lökar, och familjen amaryllisväxter. Inga underarter finns listade i Catalogue of Life.